# Specie di Trechaleidae
Di seguito sono descritte le 131 specie della famiglia di ragni Trechaleidae note al novembre 2020.

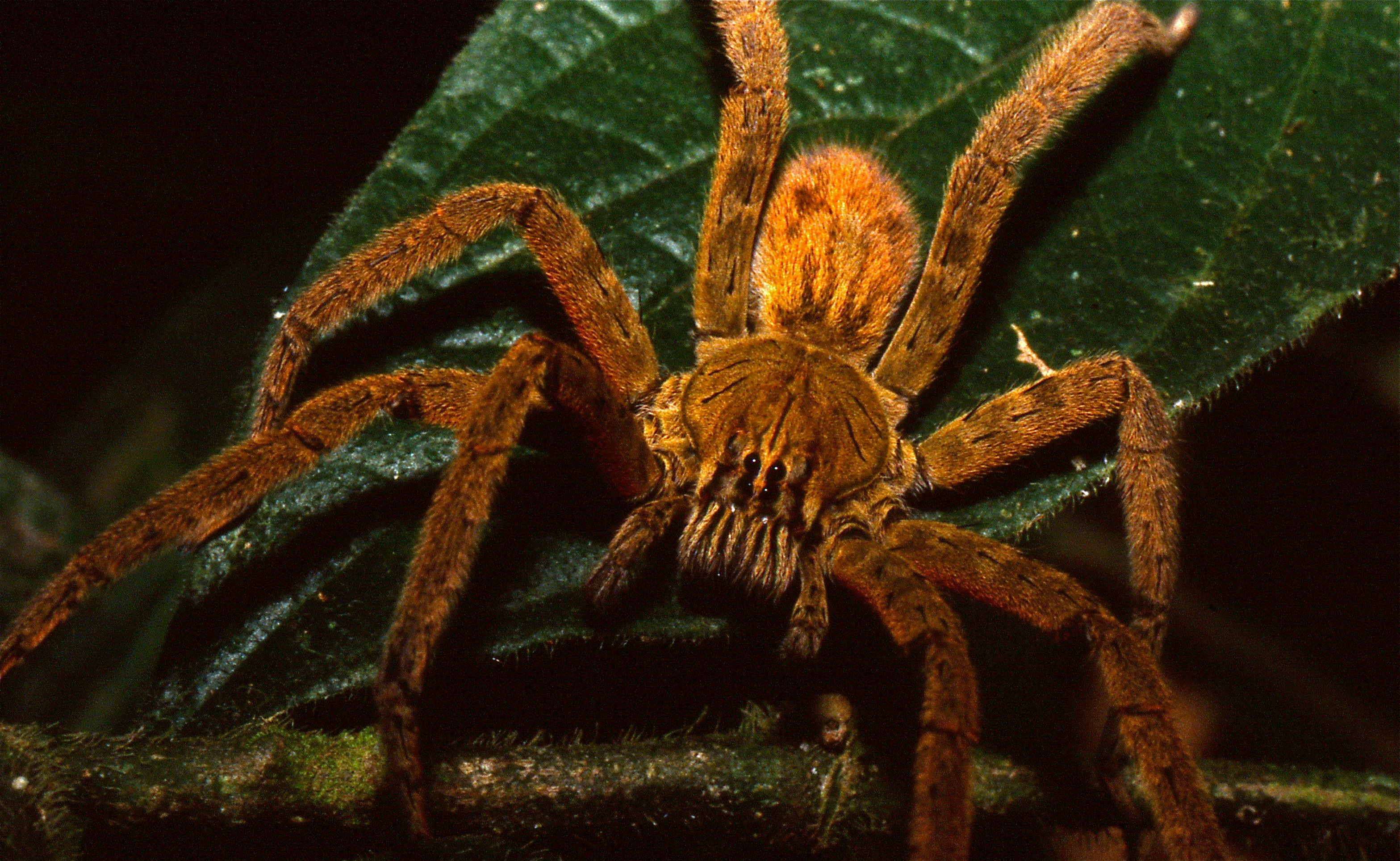
Cupiennius coccineus

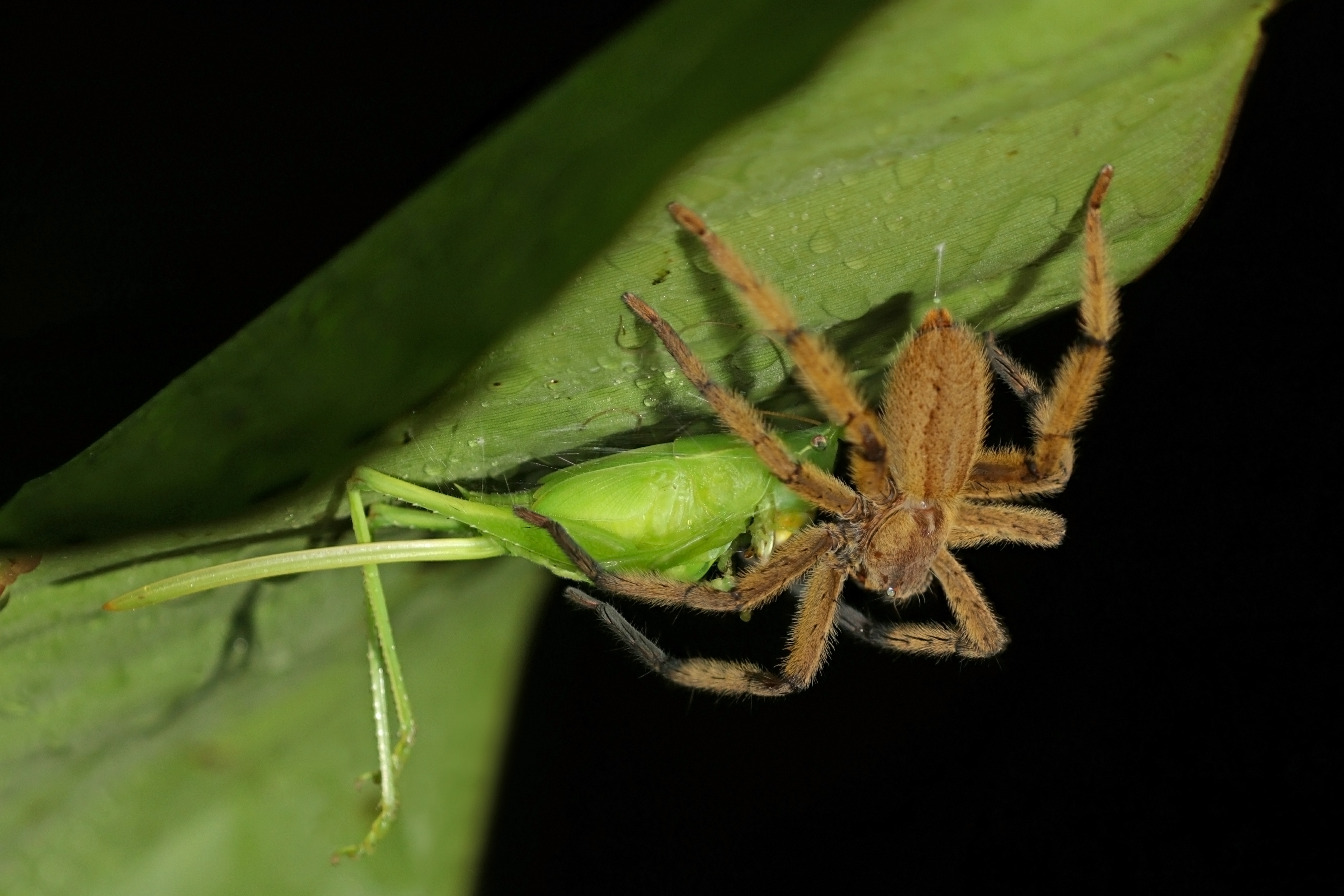
Cupiennius getazi mentre preda un tettigonide

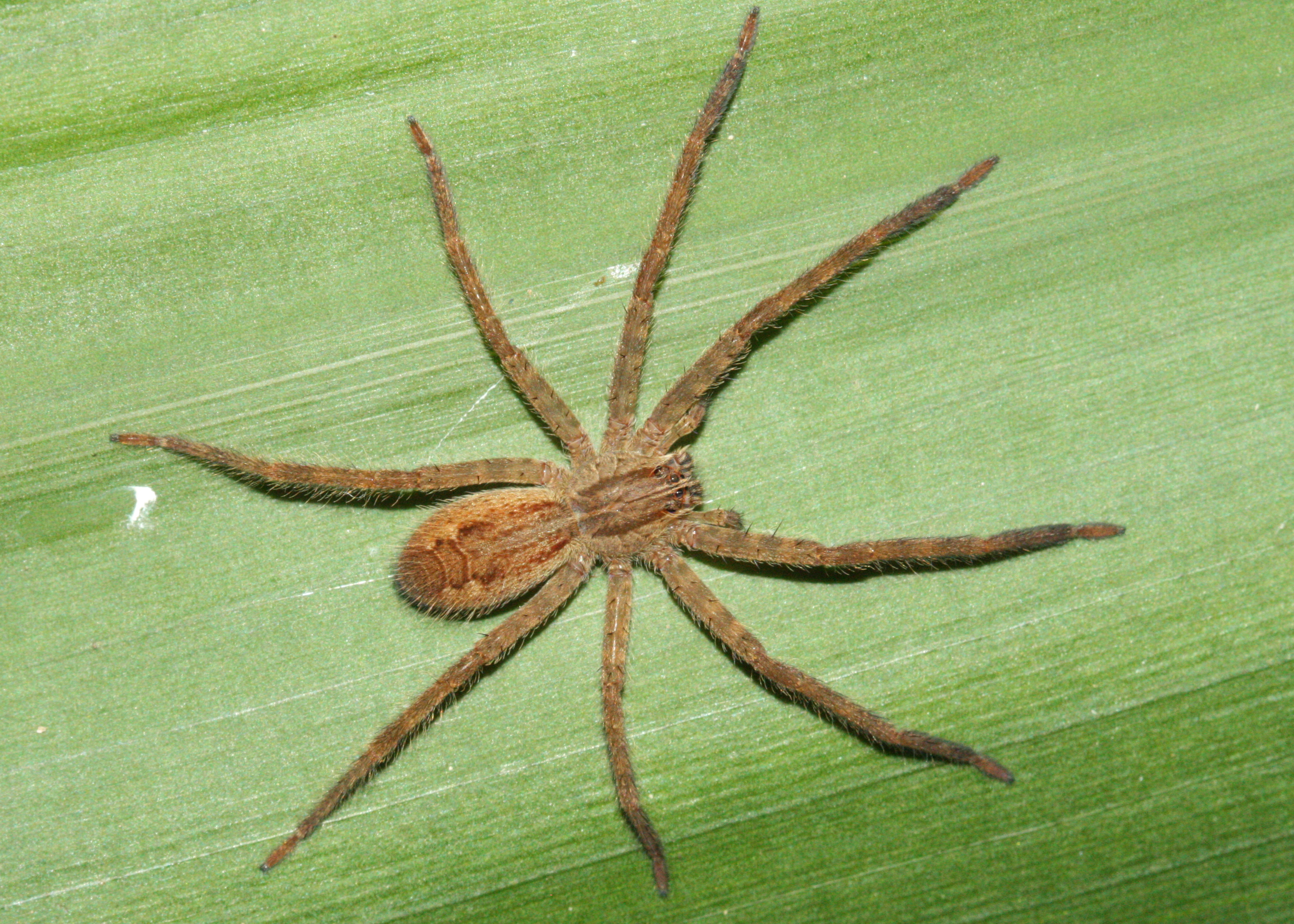
Cupiennius salei, forma giovane

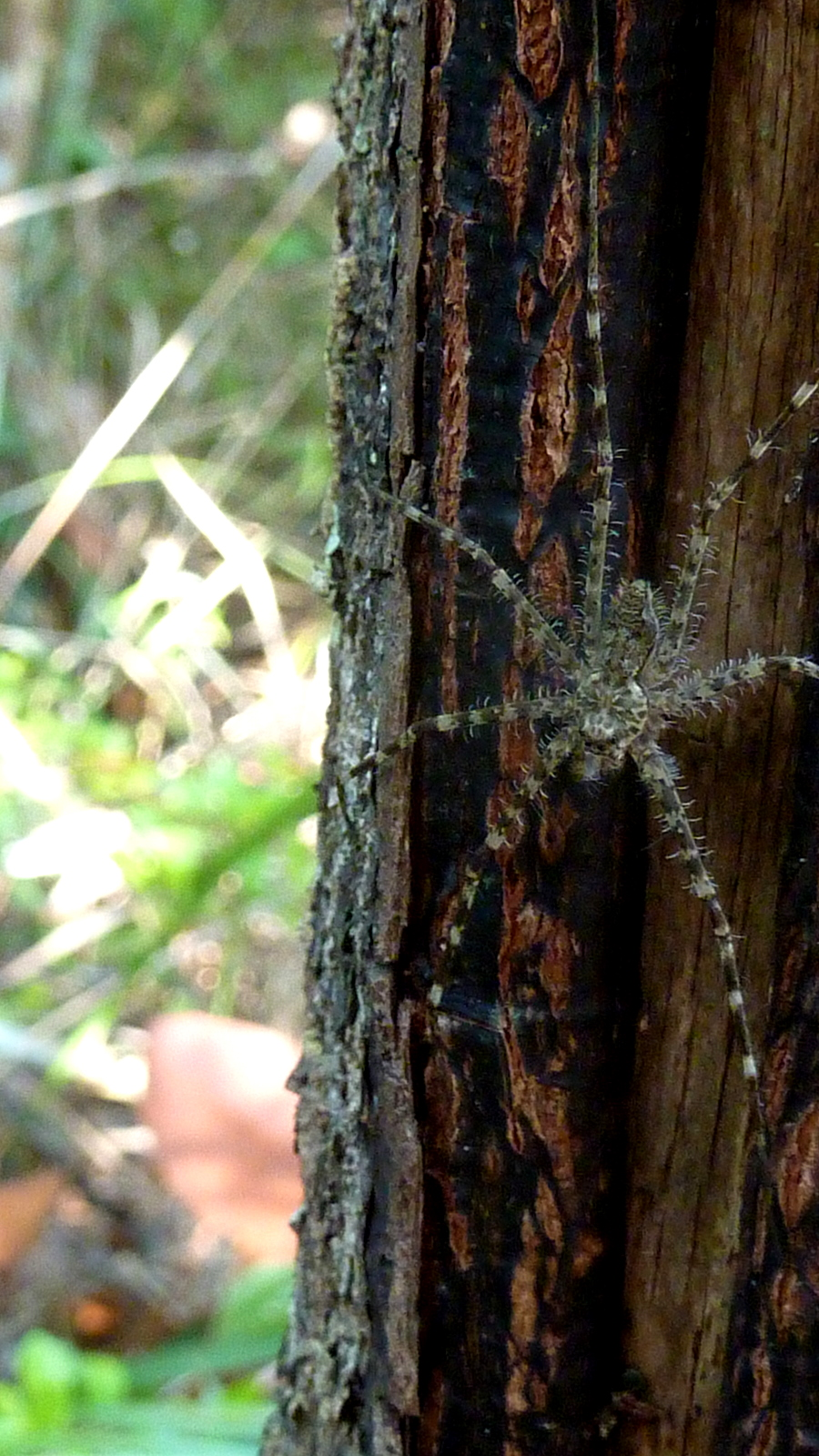
Syntrechalea sp.

## Amapalea
Amapalea Silva & Lise, 2006
- Amapalea brasiliana Silva & Lise, 2006 — Brasile

## Barrisca
Barrisca Chamberlin & Ivie, 1936
- Barrisca kochalkai Platnick, 1978 — Colombia, Venezuela
- Barrisca nannella Chamberlin & Ivie, 1936 — Panama, Colombia, Perù

## Caricelea
Caricelea Silva & Lise, 2007
- Caricelea apurimac Silva & Lise, 2009 — Perù
- Caricelea camisea Silva & Lise, 2009 — Perù
- Caricelea wayrapata Silva & Lise, 2007 — Perù

## Cupiennius
Cupiennius Simon, 1891
- Cupiennius bimaculatus (Taczanowski, 1874) — Venezuela, Brasile, Guyana, Ecuador
- Cupiennius chiapanensis Medina, 2006 — Messico
- Cupiennius coccineus F. O. P.-Cambridge, 1901 — Costa Rica, Panama
- Cupiennius cubae Strand, 1909 — Cuba, dalla Costa Rica al Venezuela
- Cupiennius foliatus F. O. P.-Cambridge, 1901 — Costa Rica, Panama
- Cupiennius getazi Simon, 1891 — Costa Rica, Panama
- Cupiennius granadensis (Keyserling, 1877) — dalla Costa Rica alla Colombia
- Cupiennius remedius Barth & Cordes, 1998 — Guatemala
- Cupiennius salei (Keyserling, 1877) — Messico, America centrale, Hispaniola
- Cupiennius valentinei (Petrunkevitch, 1925) — Panama
- Cupiennius vodou Brescovit & Polotow, 2005 — Hispaniola

## Dossenus
Dossenus Simon, 1898
- Dossenus guapore Silva, Lise & Carico, 2007 — Panama, Colombia, Brasile
- Dossenus marginatus Simon, 1898 — Trinidad, Colombia, Perù, Brasile
- Dossenus paraensis Silva & Lise, 2011 — Brasile

## Dyrines
Dyrines Simon, 1903
- Dyrines brescoviti Silva & Lise, 2010 — Brasile
- Dyrines ducke Carico & Silva, 2008 — Brasile
- Dyrines huanuco Carico & Silva, 2008 — Perù
- Dyrines striatipes (Simon, 1898) — Panama, Venezuela, Guyana

## Enna
Enna O. P.-Cambridge, 1897
- Enna baeza Silva, Lise & Carico, 2008 — Ecuador
- Enna bartica Silva, Lise & Carico, 2008 — Brasile, Guyana
- Enna bonaldoi Silva, Lise & Carico, 2008 — Brasile
- Enna caliensis Silva, Lise & Carico, 2008 — Colombia
- Enna caparao Silva & Lise, 2009 — Brasile
- Enna caricoi Silva & Lise, 2011 — Colombia
- Enna carinata Silva & Lise, 2011 — Panama
- Enna chickeringi Silva, Lise & Carico, 2008 — Honduras, Costarica
- Enna colonche Silva, Lise & Carico, 2008 — Ecuador
- Enna eberhardi Silva, Lise & Carico, 2008 — Costa Rica, Panama
- Enna echarate Silva & Lise, 2009 — Perù
- Enna estebanensis (Simon, 1898) — Venezuela
- Enna frijoles Silva & Lise, 2011 — Panama
- Enna hara Silva, Lise & Carico, 2008 — Perù
- Enna huanuco Silva, Lise & Carico, 2008 — Perù
- Enna igarape Silva, Lise & Carico, 2008 — Brasile
- Enna jullieni (Simon, 1898) — Panama, Colombia, Venezuela
- Enna junin (Carico & Silva, 2010) — Perù
- Enna kuyuwiniensis Silva, Lise & Carico, 2008 — Guyana
- Enna maya Silva, Lise & Carico, 2008 — Honduras, Costa Rica
- Enna meridionalis Silva & Lise, 2009 — Brasile
- Enna minor Petrunkevitch, 1925 — Panama, Colombia
- Enna moyobamba Silva, Vìquez & Lise, 2012 — Perù
- Enna nesiotes Chamberlin, 1925 — Panama
- Enna osaensis Silva, Vìquez & Lise, 2012 — Costarica
- Enna paraensis Silva, Lise & Carico, 2008 — Brasile
- Enna pecki Silva, Lise & Carico, 2008 — Costa Rica
- Enna redundans (Platnick, 1993) — Brasile
- Enna riotopo Silva, Lise & Carico, 2008 — Ecuador
- Enna rothi Silva, Lise & Carico, 2008 — Ecuador
- Enna segredo Silva & Lise, 2009 — Brasile
- Enna silvae Silva & Lise, 2011 — Perù
- Enna triste Silva & Lise, 2011 — Venezuela
- Enna trivittata Silva & Lise, 2009 — Perù, Brasile
- Enna velox O. P.-Cambridge, 1897 — Messico
- Enna venezuelana Silva & Lise, 2011 — Venezuela
- Enna xingu Carico & Silva, 2010 — Brasile
- Enna zurqui Silva & Lise, 2011 — Costarica

## Heidrunea
Heidrunea Brescovit & Höfer, 1994
- Heidrunea arijana Brescovit & Höfer, 1994 — Brasile
- Heidrunea irmleri Brescovit & Höfer, 1994 — Brasile
- Heidrunea lobrita Brescovit & Höfer, 1994 — Brasile

## Hesydrus
Hesydrus Simon, 1898
- Hesydrus aurantius (Mello-Leitão, 1942) — Perù, Bolivia
- Hesydrus canar Carico, 2005 — Colombia, Ecuador, Perù
- Hesydrus caripito Carico, 2005 — Venezuela
- Hesydrus chanchamayo Carico, 2005 — Perù
- Hesydrus habilis (O. P.-Cambridge, 1896) — Guatemala, Costa Rica, Panama
- Hesydrus palustris Simon, 1898 — Ecuador, Perù, Bolivia (probabilmente presente anche in Panama e Argentina)
- Hesydrus yacuiba Carico, 2005 — Bolivia

## Neoctenus
Neoctenus Simon, 1897
- Neoctenus comosus Simon, 1897 — Brasile
- Neoctenus eximius Mello-Leitão, 1938 — Brasile
- Neoctenus finneganae Mello-Leitão, 1948 — Guyana
- Neoctenus peruvianus (Chamberlin, 1916) — Perù

## Paradossenus
Paradossenus F. O. P.-Cambridge, 1903
- Paradossenus acanthocymbium Carico & Silva, 2010 — Brasile
- Paradossenus benicito Carico & Silva, 2010 — Bolivia, Brasile
- Paradossenus caricoi Sierwald, 1993 — Guyana
- Paradossenus corumba Brescovit & Raizer, 2000 — Brasile
- Paradossenus isthmus Carico & Silva, 2010 — dal Nicaragua alla Colombia
- Paradossenus longipes (Taczanowski, 1874) — dalla Colombia alla Guyana, Argentina
- Paradossenus macuxi Silva & Lise, 2011 — Brasile
- Paradossenus minimus (Mello-Leitão, 1940) — Brasile
- Paradossenus pozo Carico & Silva, 2010 — Colombia, Venezuela, Brasile
- Paradossenus pulcher Sierwald, 1993 — Venezuela
- Paradossenus sabana Carico & Silva, 2010 — Venezuela
- Paradossenus santaremensis (Silva & Lise, 2006) — Brasile
- Paradossenus tocantins Carico & Silva, 2010 — Brasile

## Paratrechalea
Paratrechalea Carico, 2005
- Paratrechalea azul Carico, 2005 — Brasile
- Paratrechalea galianoae Carico, 2005 — Brasile, Argentina
- Paratrechalea julyae Silva & Lise, 2006 — Brasile
- Paratrechalea longigaster Carico, 2005 — Brasile, Argentina
- Paratrechalea ornata (Mello-Leitão, 1943) — Brasile, Uruguay, Argentina
- Paratrechalea saopaulo Carico, 2005 — Brasile
- Paratrechalea wygodzinskyi (Soares & Camargo, 1948) — Brasile

## Rhoicinus
Rhoicinus Simon, 1898
- Rhoicinus andinus Exline, 1960 — Perù
- Rhoicinus fuscus (Caporiacco, 1947) — Guyana
- Rhoicinus gaujoni Simon, 1898 — Ecuador, Brasile
- Rhoicinus lugato Höfer & Brescovit, 1994 — Brasile
- Rhoicinus rothi Exline, 1960 — Perù
- Rhoicinus schlingeri Exline, 1960 — Perù
- Rhoicinus urucu Brescovit & Oliveira, 1994 — Brasile
- Rhoicinus wallsi Exline, 1950 — Ecuador
- Rhoicinus wapleri Simon, 1898 — Venezuela
- Rhoicinus weyrauchi Exline, 1960 — Perù

## Shinobius
Shinobius Yaginuma, 1991
- Shinobius orientalis (Yaginuma, 1967) — Giappone

## Syntrechalea
Syntrechalea F. O. P.-Cambridge, 1902
- Syntrechalea adis Carico, 2008 — Venezuela, Brasile, Suriname, Perù
- Syntrechalea boliviensis (Carico, 1993) — Colombia, Perù, Bolivia, Brasile
- Syntrechalea brasilia Carico, 2008 — Brasile
- Syntrechalea caballero Carico, 2008 — Paraguay
- Syntrechalea caporiacco Carico, 2008 — Venezuela, Brasile, Guyana, Perù
- Syntrechalea lomalinda (Carico, 1993) — Colombia, Venezuela, Brasile
- Syntrechalea napoensis Carico, 2008 — Ecuador
- Syntrechalea neblina Silva & Lise, 2010 — Brasile
- Syntrechalea reimoseri (Caporiacco, 1947) — Brasile, Guyana, Ecuador, Perù
- Syntrechalea robusta Silva & Lise, 2010 — Brasile
- Syntrechalea syntrechaloides (Mello-Leitão, 1941) — Colombia, Venezuela, Brasile, Guyana, Perù, Bolivia
- Syntrechalea tenuis F. O. P.-Cambridge, 1902 — dal Messico al Panama

## Trechalea
Trechalea Thorell, 1869
- Trechalea amazonica F. O. P.-Cambridge, 1903 — Brasile
- Trechalea bucculenta (Simon, 1898) — Brasile, Argentina, Bolivia
- Trechalea connexa (O. P.-Cambridge, 1898) — Messico
- Trechalea extensa (O. P.-Cambridge, 1896) — dal Messico al Panama
- Trechalea gertschi Carico & Minch, 1981 — USA, Messico
- Trechalea longitarsis (C. L. Koch, 1847) — Colombia, Ecuador, Perù
- Trechalea macconnelli Pocock, 1900 — Ecuador, Perù, Brasile, Guyana, Suriname
- Trechalea paucispina Caporiacco, 1947 — Perù, Brasile, Guyana
- Trechalea tirimbina Silva & Lapinski, 2012 — Costarica

## Trechaleoides
Trechaleoides Carico, 2005
- Trechaleoides biocellata (Mello-Leitão, 1926) — Brasile, Paraguay, Argentina
- Trechaleoides keyserlingi (F. O. P.-Cambridge, 1903) — Brasile, Paraguay, Uruguay, Argentina